# Marmaduke Pattle
Marmaduke Thomas St John Pattle (ur. 3 lipca 1914 w Gcuwa, zm. 20 kwietnia 1941 niedaleko Aten) – południowoafrykański lotnik, as myśliwski okresu II wojny światowej.

## Życiorys

### Młodość
Urodził się w mieście Gcuwa (Butterworth) w Związku Południowej Afryki jako syn starszego sierżanta Cecila Williama Johna Pattle i pielęgniarki Edith Brailsford. Imię otrzymał po swoim dziadku Thomasie Marmaduke Pattle, kapitanie królewskiej artylerii konnej. Marmaduke był bardzo zdolnym uczniem oraz zapalonym bokserem i pływakiem długodystansowym. Wykazywał również duże zainteresowanie mechaniką, zwłaszcza silnikami spalinowymi. Od wieku 12 lat składał zestawy Meccano. Już jako nastolatek z zamiłowaniem oddawał się swojej pasji jaką była mechanika. Naprawiał samochód rodziców i uczył się prowadzić. Nigdy nie był tytanem pracy i nie podjął wyższych studiów lecz uważano, że posiadał ponadprzeciętną inteligencję. W 1929 zdał Junior Certificate Exam (egzamin ukończenia szkoły podstawowej) z najlepszymi wynikami w klasie, po czym wstąpił do Victoria Boy's High School gdzie zdał maturę w 1931.
Pattle rozważał karierę inżyniera górnictwa lecz w 1932 złożył podanie do South African Air Force. Czekając na odpowiedź, pracował na różnych stanowiskach robotniczych, między innymi przez kilka miesięcy był zatrudniony na stacji benzynowej należącej do jego wuja. 22 marca 1933 został wezwany na rozmowę kwalifikacyjną Wojsk Lotniczych w Pretorii. Był jednym z 30 kandydatów na 3 wolne miejsca, został odrzucony z powodu braku doświadczenia lotniczego. Zdeterminowany uzupełnić swoje braki udał się do Johannesburga i rozpoczął naukę latania. Pod koniec 1933 zatrudnił się w kopalni złota Sheba Gold Mine w Barberton, aby opłacić lekcje latania. Praca podobała mu się do tego stopnia że ponownie zastanawiał się nad studiami górniczymi. Niedługo potem jego zainteresowanie lotnictwem odżyło, gdy w pobliżu kopalni wylądował samolot transportowy. Pattle poprosił o przelot który mu się niesamowicie spodobał. Zmienił zdanie o górnictwie i zdecydował się na karierę pilota.

### Batalion specjalny
W 1936 wstąpił do Batalionu Specjalnego (Special Service Battalion), utworzonego w 1931 przez ówczesnego ministra obrony, w celu przeszkolenia młodzieży w wieku 17-23 lat, która miała trudności ze znalezieniem pracy w czasie Wielkiego kryzysu. Otrzymał przeszkolenie wojskowe i miał świadomość, że po czteroletniej służbie będzie mógł dołączyć do Sił Powietrznych jako instruktor. Pod koniec 1935 w gazecie Johannesburg Star natrafił na ogłoszenie Royal Air Force, które oferowały pięcioletnią służbę dla kandydatów z całego Imperium brytyjskiego. Stwierdził, że RAF oferowały lepszą perspektywę niż stanowisko instruktora w SAAF. Z początkiem 1936 poleciał na własny koszt do Londynu aby wziąć udział w selekcji która dla niego wypadła pomyślnie. Wrócił na krótko do Południowej Afryki w celu zorganizowania emigracji do Wielkiej Brytanii i 30 kwietnia 1936 statkiem  SS Llandovery Castle wypłynął do Anglii.

### Początki w RAF
29 czerwca 1936 rozpoczął szkolenie w bazie Prestwick w Szkocji. Robił szybkie postępy, na egzaminie uzyskał 99% w strzelaniu i 91% z wiedzy lotniczej. Latał na jednosilnikowych dwupłatowcach de Havilland Tiger Moth. Szkolenie ukończył w dwa miesiące z wynikami powyżej średniej. Następnie został skierowany do No. 10 Elementary Flying School w Ternhill. 24 sierpnia 1936 został awansowany na porucznika (pilot officer). W listopadzie zdawał kolejne egzaminy, z wynikami: 98% z silników lotniczych, 96% z meteorologii i 95% z mechaniki teoretycznej. Szkolenie z latania podstawowego ukończył z wynikiem 88,8%. W listopadzie zaczął zaawansowane szkolenie na samolotach Gloster Gauntlet, które ukończył później niż planowano z powodu złej pogody, w marcu 1937. W końcowym raporcie został uznany za „wyjątkowy”.
Po zdaniu egzaminów dostał przydział do 80 dywizjonu stacjonującego w Kenley i wyposażonego w myśliwce Gloster Gladiator. W czerwcu 1937 jednostka została przeniesiona do Debden, gdzie ćwiczono walki powietrzne z bombowcami. Pattle podczas tych pozorowanych ataków doskonalił odkładanie poprawki, i opracował swoją własną taktykę. Wolał atakować wroga z przewagi wysokości niż od czoła, wstrzymywał się również jak najdłużej z otwarciem ognia aby pewnie trafić w cel. Dzięki zdolnościom przywódczym został oficerem administracyjnym dywizjonu (squadron adjutant). Był zdolnym lotnikiem i urodzonym strzelcem, ciężko pracował nad rozwijaniem tych umiejętności, ćwicząc wzrok i refleks. 29 kwietnia 1938 jego dywizjon został przeniesiony do Egiptu z zadaniem obrony kanału sueskiego. Podczas pobytu w Egipcie atakował z powietrza Arabów buntujących się przeciwko władzy brytyjskiej.

### II wojna światowa
Po wybuchu II wojny światowej jego dywizjon został przeniesiony bliżej granicy libijskiej. 4 sierpnia 1940 eskortując rozpoznawczego Lysandera strąciił dwa włoskie samoloty Breda Ba.65 oraz Fiat CR.42, lecz jego Gladiator również został trafiony (prawdopodobnie przez włoskiego asa Franco Lucchiniego), Pattle bez steru kierunku był zmuszony ratować się skokiem na spadochronie. Do macierzystego lotniska wrócił po dwóch dniach przy pomocy 11 pułku kawalerii (11th Hussars). Pattle był strapiony, uważał zestrzelenie przez Włochów jako żenujące, a nawet jako plamę na honorze. Po przymusowym marszu przez pustynię postanowił już nigdy się nie zgubić, poleciał do Aleksandrii, gdzie kupił kompas bez którego nie wsiadał do samolotu. 8 sierpnia zestrzelił dwa kolejne Fiaty nad Gabr Saleh. 3 września 1940 awansował na kapitana (flight lieutenant).
13 września 1940 wojska włoskie przekroczyły granicę z Egiptem. 80 dywizjon dostał rozkaz wspierania wojsk lądowych i unikania walk powietrznych, z wyjątkiem ataku przez wroga.
W listopadzie dywizjon został przeniesiony na Bałkany aby wesprzeć Greckie Siły Powietrzne przed Regia Aeronautica. 19 listopada Pattle odniósł swój pierwszy sukces w wojnie grecko-włoskiej strącając dwa Fiaty CR.42. 2 grudnia zestrzelił 2 rozpoznawcze IMAM Ro.37 a dwa dni później dopisał do swojego konta 3 CR.32. 20 grudnia jego ofiarą padły dwie kolejne włoskie maszyny, Savoia-Marchetti SM.79 i Savoia-Marchetti SM.81. Następnego dnia strącił CR.42. Ostatnie zwycięstwo na Gladiatorze uzyskał 9 lutego 1941 zestrzeliwując CR.42 z 364 włoskiej eskadry (364a Squadriglia). Dwa dni później otrzymał Distinguished Flying Cross.
20 lutego 1941 80 dywizjon został przezbrojony w dolnopłaty Hurricane. Tego dnia Pattle otworzył ogień 8 karabinów do Fiata G.50, włoski samolot wybuchł w powietrzu. 28 lutego 80 dywizjon odniósł swoje największe zwycięstwo, w ciągu 90 minut zgłosił zestrzelenie 27 włoskich samolotów bez strat własnych. Pattle strącił 3 fiaty CR.42 w mniej niż 3 minuty. 4 marca 1941 uzyskał kolejne potrójne zwycięstwo niszcząc trzy fiaty G.50.
12 marca 1941 został awansowany do stopnia majora (squadron leader). Następnego dnia 80 dywizjon został przeniesiony na lotnisko Eleusis, gdzie Pattle otrzymał przydział do 33 dywizjonu. 23 marca odbył swój pierwszy lot bojowy w składzie nowej jednostki, strącając przy okazji G.50.
6 kwietnia 1941 rozpoczęła się Kampania bałkańska, 33 dywizjon został postawiony w stan gotowości bojowej. W południe Pattle wystartował na czele klucza na patrol nad Wąwóz Rupel w Bułgarii, gdzie po raz pierwszy stawił czoło Luftwaffe. Nawiązała się walka z 20 Bf 109, w której dywizjon strącił 5 Messerschmittów, z czego Pattle 2, bez strat własnych. 8 kwietnia w locie nad Petricz w Jugosławii zniszczył na ziemi kilka wrogich maszyn. Następnego zestrzelił Ju 88 (jak się później okazało, był to Do 17). 10 kwietnia jego ofiarą padły dwa Messerschmitty Bf 109 i Me 110 a 11 kwietnia posłał do ziemi dwa bombowce Ju 88 i He 111. 14 kwietnia w ciągu pięciu lotów bojowych uzyskał cztery zwycięstwa (Do 17, SM.79, Bf 109 i Bf 110). Niestety dostał wysokiej gorączki, niemniej jednak 19 kwietnia wykonał kilka lotów bojowych w których strącił 6 samolotów wroga (3 Ju 88, SM.79 i 2 Bf 109). Gorączka nie minęła i przeistoczyła się w grypę. Tego dnia odwiedził go dowódca 80 dywizjonu Tap Jones, pełniący funkcje dowódcy skrzydła, zauważył, że Pattle źle wygląda i  że stracił na wadze aczkolwiek nie zakazał mu lotów bojowych.
O świcie 20 kwietnia Niemcy zdawali sobie sprawę z tego, że alianci wycofują się z portów południowej Grecji. Luftwaffe przeprowadziła zmasowane ataki na aliancką żeglugę w Pireusie oraz na grecką stolicę, Ateny. Brytyjczycy, którym zostało zaledwie 15 Hurricane’ów, dzielnie bronili Aten przed niemieckimi atakami. Pattle, mimo wysokiej gorączki i złego stanu zdrowia wykonał kilka lotów bojowych, podczas pierwszego z nich zestrzelił 2 Bf 109 oraz jednego Ju 88. Między lotami, Pattle leżał na kanapie, pod kołdrą trzęsąc się z zimna. O 17.00 gdy rozpoczął się kolejny nalot, rzucił się biegiem do swojego samolotu. Jego adiutant George Rumsey próbował go powstrzymać, lecz Pattle był zdeterminowany. Wniósł się w powietrze na 20 000 stóp i skierował na Pireus. Tym czasem pozostałe Hurricane’y odpierały ataki Messerschmittów Bf 110. Irlandzki as Timber Woods rzucił się na niemiecką formację lecąca powyżej. Jeden z Messerschmittów oderwał się od reszty i zanurkował na Woodsa. Pattle, widząc że Irlandczyk postąpił nierozsądnie, zaatakował Niemca, posyłając go w płomieniach do ziemi, lecz Bf 110 zdążył ostrzelać Woodsa z tym samym rezultatem. Irlandzki as nie zdołał się uratować. Żaden z brytyjskich pilotów nie widział jak Pattle został zestrzelony. Jimmy Kettlewel zauważył samotnego Hurricane’a spadającego z płonącym silnikiem do morza, ostrzeliwanego przez Niemców. Korzystając z okazji, Kettlewel strącił jednego z nich.

## Odznaczenia
- Krzyż Wybitnej Służby Lotniczej – 9 lutego 1941[44]
- Krzyż Wybitnej Służby Lotniczej (powtórne nadanie) – 18 marca 1941[44]